# Heinz Busche
Heinz Busche (Mönchengladbach, 6 settembre 1951) è un bobbista tedesco.

## Biografia
Viene ricordato come vincitore di una medaglia d'oro nella sua disciplina, vittoria ottenuta ai mondiali del 1979 (edizione tenutasi a Königssee, Germania) insieme ai suoi connazionali Hans Wagner, Dieter Gebard e Stefan Gaisreiter
Nell'edizione l'argento andò all'altra nazionale tedesca, il bronzo alla svizzera. Partecipò anche alle olimpiadi invernali del 1980.